# 康山

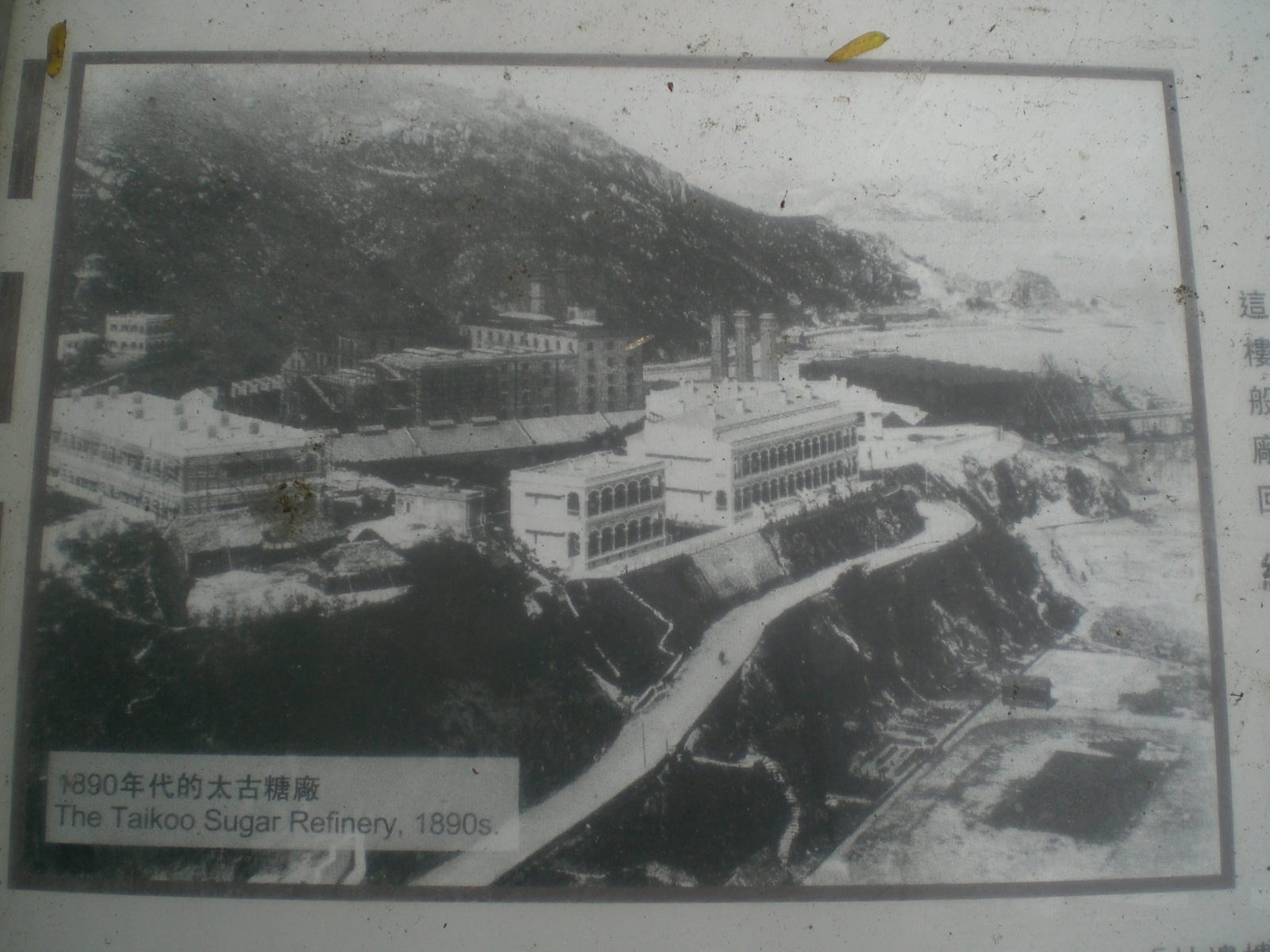
昔日康山

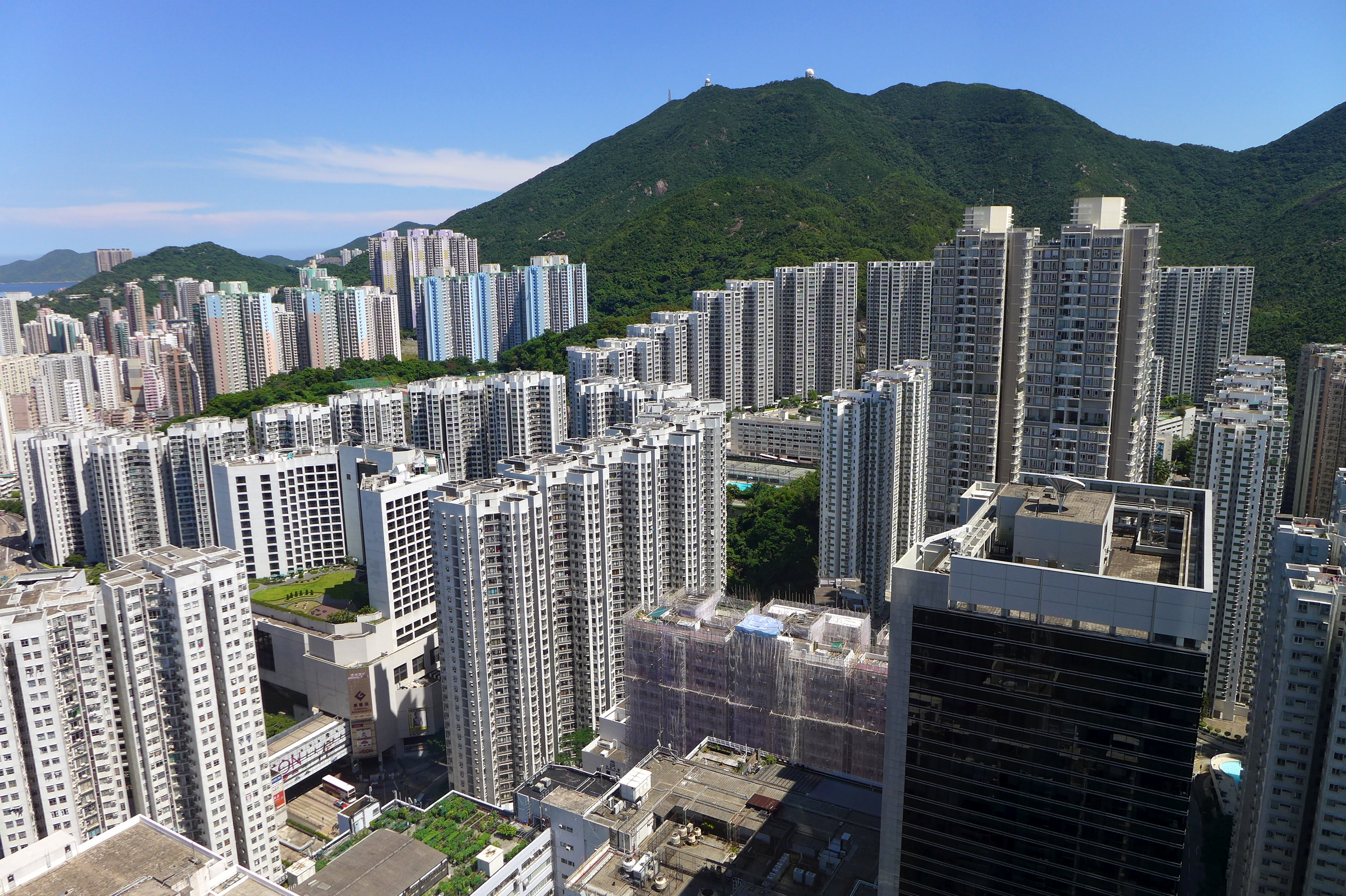
現在康山

康山（英語：Kornhill）為香港已平整山丘，並以當時太古集團一位德國人高層「費迪南·康」（Dr. Ferdinand Korn）而命名，譯成康山，位於東區鰂魚涌南面。由於太古站的工程牽涉物業發展，當局於1982年至1985年間進行大規模平整工程，承建商需動用烈性炸藥，將除了西灣臺一帶外的絕大部分康山山體炸毀，並利用平整得來的山體砂石運往愛秩序灣指定的位置（亦即現時鯉景灣、東區法院、嘉亨灣一帶）進行填海工程，後建成康山道、康怡花園及康山花園。現時「康山」一詞泛指這一帶的新住宅，包括在康山開發前已存在的西灣臺，以及英皇道入口的太古城中心第一期。康山曾為太古洋行職員宿舍的所在地。

## 居屋/私人屋苑

### 居屋
- 康山花園

### 私人屋苑
- 康怡花園
- 逸意居
- 南豐新邨

## 社區設施
- 康怡廣場

## 交通

### 區內道路
- 康山道
- 康山天橋
- 西灣臺
- 康安街
- 康愉街
- 康盛街
- 基利坊

## 教育
- 佛教中華康山學校
- 滬江小學
- 維多利亞幼稚園